# 布里安扎地区贝萨纳
布里安扎地区贝萨纳（義大利語：Besana in Brianza）是意大利蒙扎和布里安扎省的一个市镇。总面积15.77平方公里，人口15459人，人口密度980.3人/平方公里（2009年）。ISTAT代码为015021。